# Oberhofen bei Münchwilen
Oberhofen bei Münchwilen (toponimo tedesco) è una frazione del comune svizzero di Münchwilen, nel Canton Turgovia (distretto di Münchwilen).

## Storia

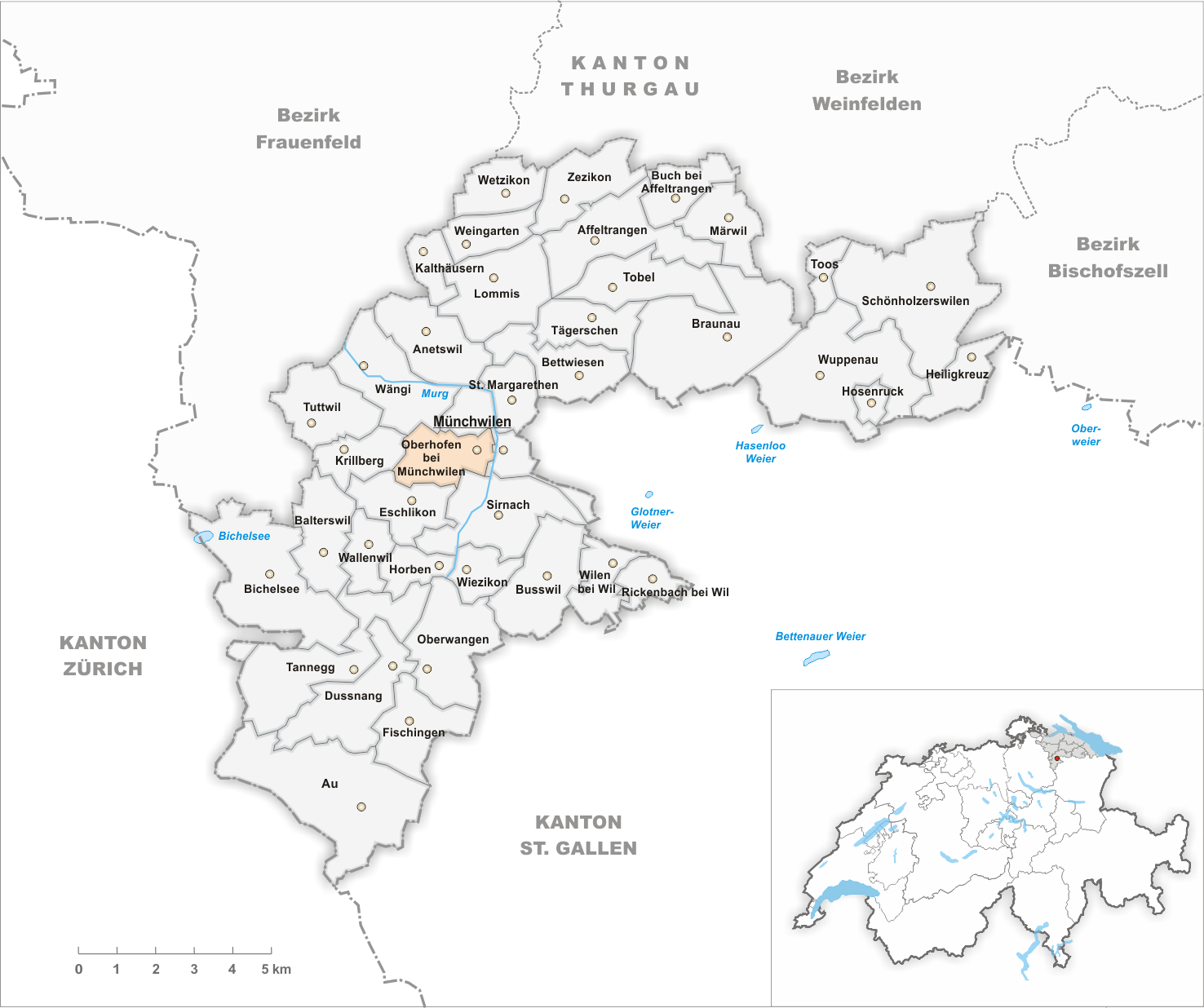
Il territorio del comune di Oberhofen bei Münchwilen prima degli accorpamenti comunali del 1950

Già comune autonomo (Ortsgemeinde) che nel 1871 aveva inglobato la frazione di Holzmannshaus (già comune autonomo poi aggregato a Hofen-Holzmannshaus nel 1812) e che comprendeva anche le frazioni di Knechtlishaus e Pfannenstiel, nel 1950 è stato aggregato al comune di Münchwilen assieme all'altro comune soppresso di Sankt Margarethen.

## Società

### Evoluzione demografica
L'evoluzione demografica è riportata nella seguente tabella:
Abitanti censiti

## Amministrazione
Ogni famiglia originaria del luogo fa parte del cosiddetto comune patriziale e ha la responsabilità della manutenzione di ogni bene ricadente all'interno dei confini della frazione.